# 大阪府道191号島泉伊賀線
大阪府道191号島泉伊賀線（おおさかふどう191ごう しまいずみいがせん）は、大阪府羽曳野市を通る一般府道である。

## 概要
羽曳野市島泉2丁目から羽曳野市伊賀2丁目に至る。

### 路線データ
- 起点：大阪府羽曳野市島泉2丁目（島泉交差点、大阪府道・奈良県道12号堺大和高田線交点）
- 終点：大阪府羽曳野市伊賀2丁目（伊賀交差点、大阪府道31号堺羽曳野線・大阪府道190号西藤井寺線交点）

## 地理

### 通過する自治体
- 大阪府
  - 羽曳野市

### 交差する道路
| 交差する道路                                   | 交差する場所 | 交差する場所      |
| ---------------------------------------------- | ------------ | ----------------- |
| 大阪府道・奈良県道12号堺大和高田線             | 島泉2丁目    | 島泉交差点 / 起点 |
| 大阪府道31号堺羽曳野線 大阪府道190号西藤井寺線 | 伊賀2丁目    | 伊賀交差点 / 終点 |

### 交差する鉄道
- 近鉄南大阪線

### 沿線
- 大阪厚生信用金庫 羽曳野支店
- 羽曳野市立高鷲中学校
- 近鉄南大阪線 高鷲駅
- 羽曳野高鷲郵便局
- 羽曳野市立埴生小学校
- 羽曳野市立羽曳野中学校